# Tour d'Italie 2007
Le Tour d'Italie 2007 est la 90e édition du Tour d'Italie, l'un des trois grands tours, qui s'est déroulée entre le 12 mai et le 3 juin. Il s'agit de la 12e épreuve de l'UCI ProTour 2007. Le départ du Giro est donné à Caprera en Sardaigne, avec un contre-la-montre par équipes et se termine à Milan. 198 coureurs répartis en 22 équipes participent au premier grand tour de la saison. La course est remportée pour la première fois de sa carrière par l'Italien Danilo Di Luca, membre de l'équipe Liquigas. Il devance le Luxembourgeois Andy Schleck et un autre italien Eddy Mazzoleni. Schleck remporte avec sa deuxième place le classement des jeunes qui fait son retour au palmarès. Leonardo Piepoli remporte le maillot de meilleur grimpeur et Saunier Duval-Prodir le classement par équipes.

## Présentation

### Règlement de la course

#### Règlement du classement général
Le classement général, dont le leader porte le maillot rose, s'établit en additionnant les temps réalisés à chaque étape, puis en ôtant d'éventuelles bonifications (20, 12 et 8 s à l'arrivée des étapes en ligne et 6, 4 et 2 s à chaque sprint intermédiaire). En cas d'égalité, les critères de départage, dans l'ordre, sont : centièmes de seconde enregistrés lors des contre-la-montre, addition des places obtenues lors de chaque étape, place obtenue lors de la dernière étape.

#### Règlement du classement par points
À l'issue de chaque étape le leader du classement par points porte le maillot cyclamen. Le classement par points est établi en fonction du barème suivant :
- à l'arrivée de chaque étape : 25 points, 20, 16, 14, 12, 10, 9, 8, 7, 6, 5, 4, 3, 2 et 1 points pour les 15 premiers coureurs classés ;
- à l'arrivée de chaque sprint intermédiaire 110 Gazzetta : 8 points, 6, 4, 3, 2 et 1 points pour les 6 premiers coureurs classés.

En cas d'égalité de points au classement général, les coureurs sont départagés par le nombre de victoires d'étape, puis par le nombre de victoires dans les sprints intermédiaires comptant pour le classement général par points, et enfin par le classement général individuel au temps en cas d'égalité absolue. Pour être déclaré vainqueur du classement par points, le coureur se doit de terminer le Tour d'Italie.

### Equipes
Le Tour d'Italie figurant au calendrier du ProTour, 19 des 20 UCI Proteams sont présentes (seule l'équipe Unibet.com manque à l'appel, boycottée par les organisateurs des grands tours), auxquelles il faut ajouter trois équipes continentales invitées.
| ProTeams (19)- AG2R Prévoyance - Astana - Bouygues Telecom - Caisse d'Épargne - Cofidis-Le Crédit par Téléphone - Crédit agricole - Discovery Channel - Euskaltel-Euskadi - La Française des jeux - Gerolsteiner - Lampre-Fondital - Liquigas - Predictor-Lotto - Quick Step-Innergetic - Rabobank - Saunier Duval-Prodir - CSC - Team Milram - T-Mobile Équipes continentales professionnelles (3)- Acqua & Sapone-Caffè Mokambo - Ceramica Panaria-Navigare - Tinkoff Credit Systems |
| |

## Étapes
| Étape     | Date     | Villes étapes                              | km                   | Vainqueur d'étape   | Leader du classement général |
| 1re étape | 12 mai   | Caprera - La Maddalena                     | 24 (CLM par équipes) | Liquigas            | Enrico Gasparotto            |
| 2e étape  | 13 mai   | Tempio Pausania - Bosa Marina              | 203                  | Robbie McEwen       | Danilo Di Luca               |
| 3e étape  | 14 mai   | Nuraghe di Barumini - Cagliari             | 195                  | Robert Förster      | Enrico Gasparotto            |
| 4e étape  | 16 mai   | Salerne - Montevergine di Mercogliano      | 158                  | Danilo Di Luca      | Danilo Di Luca               |
| 5e étape  | 17 mai   | Teano - Frascati                           | 172                  | Robert Förster      | Danilo Di Luca               |
| 6e étape  | 18 mai   | Tivoli - Spolète                           | 181                  | Luis Felipe Laverde | Marco Pinotti                |
| 7e étape  | 19 mai   | Spolète - Scarperia del Mugello            | 239                  | Thor Hushovd        | Marco Pinotti                |
| 8e étape  | 20 mai   | Barberino di Mugello - Fiorano Modenese    | 194                  | Kurt Asle Arvesen   | Marco Pinotti                |
| 9e étape  | 21 mai   | Reggio Emilia - Lido di Camaiore           | 182                  | Danilo Napolitano   | Marco Pinotti                |
| 10e étape | 22 mai   | Lido di Camaiore - Gênes                   | 230                  | Leonardo Piepoli    | Andrea Noè                   |
| 11e étape | 23 mai   | Serravalle Scrivia - Pignerol              | 192                  | Gabriele Balducci   | Andrea Noè                   |
| 12e étape | 24 mai   | Scalenghe - Briançon (France)              | 163                  | Danilo Di Luca      | Danilo Di Luca               |
| 13e étape | 25 mai   | Biella - Mont Sacré d'Oropa                | 13 (CLM)             | Marzio Bruseghin    | Danilo Di Luca               |
| 14e étape | 26 mai   | Cantù - Bergame                            | 181                  | Stefano Garzelli    | Danilo Di Luca               |
| 15e étape | 27 mai   | Trente - Auronzo (Tre Cime di Lavaredo)    | 190                  | Riccardo Riccò      | Danilo Di Luca               |
| 16e étape | 29 mai   | Agordo (Dolomite Stars) - Lienz (Autriche) | 196                  | Stefano Garzelli    | Danilo Di Luca               |
| 17e étape | 30 mai   | Lienz - Monte Zoncolan                     | 146                  | Gilberto Simoni     | Danilo Di Luca               |
| 18e étape | 31 mai   | Udine - Riese Pio X                        | 182                  | Maximiliano Richeze | Danilo Di Luca               |
| 19e étape | 1er juin | Trévise - Terme di Comano                  | 178                  | Iban Mayo           | Danilo Di Luca               |
| 20e étape | 2 juin   | Castelnuovo del Garda - Vérone             | 42 (CLM)             | Paolo Savoldelli    | Danilo Di Luca               |
| 21e étape | 3 juin   | Vestone - Milan                            | 181                  | Maximiliano Richeze | Danilo Di Luca               |

## Classements finals

### Classement général
| \| Classement général \| Classement général \| Classement général \| Classement général \| Classement général \| \| Coureur \| Coureur \| Pays \| Équipe \| Temps \| \| ------------------ \| ------------------ \| ------------------ \| ------------------------------- \| ------------------ \| \| 1er \| Danilo Di Luca \| Italie \| Liquigas \| 92 h 59 min 39 s \| \| 2e \| Andy Schleck \| Luxembourg \| CSC \| + 1 min 55 s \| \| 3e \| Eddy Mazzoleni \| Italie \| Astana \| + 2 min 25 s \| \| 4e \| Gilberto Simoni \| Italie \| Saunier Duval-Prodir \| + 3 min 15 s \| \| 5e \| Damiano Cunego \| Italie \| Lampre-Fondital \| + 3 min 59 s \| \| 6e \| Riccardo Riccò \| Italie \| Saunier Duval-Prodir \| + 7 min 00 s \| \| 7e \| Evgueni Petrov \| Russie \| Tinkoff Credit Systems \| + 8 min 34 s \| \| 8e \| Marzio Bruseghin \| Italie \| Lampre-Fondital \| + 10 min 14 s \| \| 9e \| Franco Pellizotti \| Italie \| Liquigas \| + 10 min 44 s \| \| 10e \| David Arroyo \| Espagne \| Caisse d'Épargne \| + 11 min 58 s \| \| 11e \| Emanuele Sella \| Italie \| Ceramica Panaria-Navigare \| + 13 min 08 s \| \| 12e \| Paolo Savoldelli \| Italie \| Astana \| + 13 min 30 s \| \| 13e \| Iván Parra \| Colombie \| Cofidis-Le Crédit par Téléphone \| + 14 min 48 s \| \| 14e \| Leonardo Piepoli \| Italie \| Saunier Duval-Prodir \| + 17 min 40 s \| \| 15e \| Patxi Vila \| Espagne \| Lampre-Fondital \| + 19 min 13 s \| \| 16e \| Stefano Garzelli \| Italie \| Acqua & Sapone - Caffè Mokambo \| + 19 min 39 s \| \| 17e \| Domenico Pozzovivo \| Italie \| Ceramica Panaria-Navigare \| + 23 min 55 s \| \| 18e \| Marco Pinotti \| Italie \| T-Mobile \| + 30 min 18 s \| \| 19e \| Vincenzo Nibali \| Italie \| Liquigas \| + 31 min 42 s \| \| 20e \| Mario Aerts \| Belgique \| Predictor-Lotto \| + 32 min 48 s \| \| 21e \| Andrey Mizourov \| Kazakhstan \| Astana \| + 33 min 28 s \| \| 22e \| Branislau Samoilau \| Biélorussie \| Acqua & Sapone - Caffè Mokambo \| + 34 min 19 s \| \| 23e \| Massimo Codol \| Italie \| Acqua & Sapone - Caffè Mokambo \| + 40 min 16 s \| \| 24e \| Fortunato Baliani \| Italie \| Ceramica Panaria-Navigare \| + 40 min 45 s \| \| 25e \| Hubert Dupont \| France \| AG2R Prévoyance \| + 44 min 53 s \| |                    |             |                                 |                  |
| |                    |             |                                 |                  |
| |                    |             |                                 |                  |
| Classement général |                    |             |                                 |                  |
| Coureur | Coureur            | Pays        | Équipe                          | Temps            |
| 1er | Danilo Di Luca     | Italie      | Liquigas                        | 92 h 59 min 39 s |
| 2e | Andy Schleck       | Luxembourg  | CSC                             | + 1 min 55 s     |
| 3e | Eddy Mazzoleni     | Italie      | Astana                          | + 2 min 25 s     |
| 4e | Gilberto Simoni    | Italie      | Saunier Duval-Prodir            | + 3 min 15 s     |
| 5e | Damiano Cunego     | Italie      | Lampre-Fondital                 | + 3 min 59 s     |
| 6e | Riccardo Riccò     | Italie      | Saunier Duval-Prodir            | + 7 min 00 s     |
| 7e | Evgueni Petrov     | Russie      | Tinkoff Credit Systems          | + 8 min 34 s     |
| 8e | Marzio Bruseghin   | Italie      | Lampre-Fondital                 | + 10 min 14 s    |
| 9e | Franco Pellizotti  | Italie      | Liquigas                        | + 10 min 44 s    |
| 10e | David Arroyo       | Espagne     | Caisse d'Épargne                | + 11 min 58 s    |
| 11e | Emanuele Sella     | Italie      | Ceramica Panaria-Navigare       | + 13 min 08 s    |
| 12e | Paolo Savoldelli   | Italie      | Astana                          | + 13 min 30 s    |
| 13e | Iván Parra         | Colombie    | Cofidis-Le Crédit par Téléphone | + 14 min 48 s    |
| 14e | Leonardo Piepoli   | Italie      | Saunier Duval-Prodir            | + 17 min 40 s    |
| 15e | Patxi Vila         | Espagne     | Lampre-Fondital                 | + 19 min 13 s    |
| 16e | Stefano Garzelli   | Italie      | Acqua & Sapone - Caffè Mokambo  | + 19 min 39 s    |
| 17e | Domenico Pozzovivo | Italie      | Ceramica Panaria-Navigare       | + 23 min 55 s    |
| 18e | Marco Pinotti      | Italie      | T-Mobile                        | + 30 min 18 s    |
| 19e | Vincenzo Nibali    | Italie      | Liquigas                        | + 31 min 42 s    |
| 20e | Mario Aerts        | Belgique    | Predictor-Lotto                 | + 32 min 48 s    |
| 21e | Andrey Mizourov    | Kazakhstan  | Astana                          | + 33 min 28 s    |
| 22e | Branislau Samoilau | Biélorussie | Acqua & Sapone - Caffè Mokambo  | + 34 min 19 s    |
| 23e | Massimo Codol      | Italie      | Acqua & Sapone - Caffè Mokambo  | + 40 min 16 s    |
| 24e | Fortunato Baliani  | Italie      | Ceramica Panaria-Navigare       | + 40 min 45 s    |
| 25e | Hubert Dupont      | France      | AG2R Prévoyance                 | + 44 min 53 s    |

### Classements annexes
| Classement par points | Classement par points | Classement par points | Classement par points          | Classement par points |
| Coureur               | Coureur               | Pays                  | Équipe                         | Points                |
| --------------------- | --------------------- | --------------------- | ------------------------------ | --------------------- |
| 1er                   | Danilo Di Luca        | Italie                | Liquigas                       | 130 pts               |
| 2e                    | Paolo Bettini         | Italie                | Quick Step-Innergetic          | 120 pts               |
| 3e                    | Maximiliano Richeze   | Argentine             | Ceramica Panaria-Navigare      | 107 pts               |
| 4e                    | Leonardo Piepoli      | Italie                | Saunier Duval-Prodir           | 93 pts                |
| 5e                    | Gilberto Simoni       | Italie                | Saunier Duval-Prodir           | 92 pts                |
| 6e                    | Stefano Garzelli      | Italie                | Acqua & Sapone - Caffè Mokambo | 91 pts                |
| 7e                    | Andy Schleck          | Luxembourg            | CSC                            | 85 pts                |
| 8e                    | Riccardo Riccò        | Italie                | Saunier Duval-Prodir           | 76 pts                |
| 9e                    | Damiano Cunego        | Italie                | Lampre-Fondital                | 76 pts                |
| 10e                   | Eddy Mazzoleni        | Italie                | Astana                         | 71 pts                |

| Classement par points | Classement par points | Classement par points | Classement par points          | Classement par points |
| Coureur               | Coureur               | Pays                  | Équipe                         | Points                |
| --------------------- | --------------------- | --------------------- | ------------------------------ | --------------------- |
| 1er                   | Danilo Di Luca        | Italie                | Liquigas                       | 130 pts               |
| 2e                    | Paolo Bettini         | Italie                | Quick Step-Innergetic          | 120 pts               |
| 3e                    | Maximiliano Richeze   | Argentine             | Ceramica Panaria-Navigare      | 107 pts               |
| 4e                    | Leonardo Piepoli      | Italie                | Saunier Duval-Prodir           | 93 pts                |
| 5e                    | Gilberto Simoni       | Italie                | Saunier Duval-Prodir           | 92 pts                |
| 6e                    | Stefano Garzelli      | Italie                | Acqua & Sapone - Caffè Mokambo | 91 pts                |
| 7e                    | Andy Schleck          | Luxembourg            | CSC                            | 85 pts                |
| 8e                    | Riccardo Riccò        | Italie                | Saunier Duval-Prodir           | 76 pts                |
| 9e                    | Damiano Cunego        | Italie                | Lampre-Fondital                | 76 pts                |
| 10e                   | Eddy Mazzoleni        | Italie                | Astana                         | 71 pts                |

| Classement de la montagne | Classement de la montagne | Classement de la montagne | Classement de la montagne | Classement de la montagne |
| Coureur                   | Coureur                   | Pays                      | Équipe                    | Points                    |
| ------------------------- | ------------------------- | ------------------------- | ------------------------- | ------------------------- |
| 1er                       | Leonardo Piepoli          | Italie                    | Saunier Duval-Prodir      | 79 pts                    |
| 2e                        | Fortunato Baliani         | Italie                    | Ceramica Panaria-Navigare | 46 pts                    |
| 3e                        | Danilo Di Luca            | Italie                    | Liquigas                  | 45 pts                    |
| 4e                        | Gilberto Simoni           | Italie                    | Saunier Duval-Prodir      | 41 pts                    |
| 5e                        | Riccardo Riccò            | Italie                    | Saunier Duval-Prodir      | 36 pts                    |
| 6e                        | Yoann Le Boulanger        | France                    | Bouygues Telecom          | 24 pts                    |
| 7e                        | Luis Felipe Laverde       | Colombie                  | Ceramica Panaria-Navigare | 23 pts                    |
| 8e                        | Andy Schleck              | Luxembourg                | CSC                       | 20 pts                    |
| 9e                        | Damiano Cunego            | Italie                    | Lampre-Fondital           | 17 pts                    |
| 10e                       | Marzio Bruseghin          | Italie                    | Lampre-Fondital           | 15 pts                    |

| Classement de la montagne | Classement de la montagne | Classement de la montagne | Classement de la montagne | Classement de la montagne |
| Coureur                   | Coureur                   | Pays                      | Équipe                    | Points                    |
| ------------------------- | ------------------------- | ------------------------- | ------------------------- | ------------------------- |
| 1er                       | Leonardo Piepoli          | Italie                    | Saunier Duval-Prodir      | 79 pts                    |
| 2e                        | Fortunato Baliani         | Italie                    | Ceramica Panaria-Navigare | 46 pts                    |
| 3e                        | Danilo Di Luca            | Italie                    | Liquigas                  | 45 pts                    |
| 4e                        | Gilberto Simoni           | Italie                    | Saunier Duval-Prodir      | 41 pts                    |
| 5e                        | Riccardo Riccò            | Italie                    | Saunier Duval-Prodir      | 36 pts                    |
| 6e                        | Yoann Le Boulanger        | France                    | Bouygues Telecom          | 24 pts                    |
| 7e                        | Luis Felipe Laverde       | Colombie                  | Ceramica Panaria-Navigare | 23 pts                    |
| 8e                        | Andy Schleck              | Luxembourg                | CSC                       | 20 pts                    |
| 9e                        | Damiano Cunego            | Italie                    | Lampre-Fondital           | 17 pts                    |
| 10e                       | Marzio Bruseghin          | Italie                    | Lampre-Fondital           | 15 pts                    |

| Classement du meilleur jeune | Classement du meilleur jeune | Classement du meilleur jeune | Classement du meilleur jeune    | Classement du meilleur jeune |
| Coureur                      | Coureur                      | Pays                         | Équipe                          | Temps                        |
| ---------------------------- | ---------------------------- | ---------------------------- | ------------------------------- | ---------------------------- |
| 1er                          | Andy Schleck                 | Luxembourg                   | CSC                             | 93 h 01 min 34 s             |
| 2e                           | Riccardo Riccò               | Italie                       | Saunier Duval-Prodir            | + 5 min 05 s                 |
| 3e                           | Domenico Pozzovivo           | Italie                       | Ceramica Panaria-Navigare       | + 22 min 00 s                |
| 4e                           | Vincenzo Nibali              | Italie                       | Liquigas                        | + 29 min 47 s                |
| 5e                           | Branislau Samoilau           | Biélorussie                  | Acqua & Sapone - Caffè Mokambo  | + 32 min 24 s                |
| 6e                           | Mauro Facci                  | Italie                       | Quick Step-Innergetic           | + 1 h 07 min 00 s            |
| 7e                           | Olivier Bonnaire             | France                       | Bouygues Telecom                | + 1 h 24 min 46 s            |
| 8e                           | Amaël Moinard                | France                       | Cofidis-Le Crédit par Téléphone | + 1 h 24 min 52 s            |
| 9e                           | Carl Naibo                   | France                       | AG2R Prévoyance                 | + 1 h 33 min 11 s            |
| 10e                          | Matthias Russ                | Allemagne                    | Gerolsteiner                    | + 1 h 34 min 56 s            |

| Classement du meilleur jeune | Classement du meilleur jeune | Classement du meilleur jeune | Classement du meilleur jeune    | Classement du meilleur jeune |
| Coureur                      | Coureur                      | Pays                         | Équipe                          | Temps                        |
| ---------------------------- | ---------------------------- | ---------------------------- | ------------------------------- | ---------------------------- |
| 1er                          | Andy Schleck                 | Luxembourg                   | CSC                             | 93 h 01 min 34 s             |
| 2e                           | Riccardo Riccò               | Italie                       | Saunier Duval-Prodir            | + 5 min 05 s                 |
| 3e                           | Domenico Pozzovivo           | Italie                       | Ceramica Panaria-Navigare       | + 22 min 00 s                |
| 4e                           | Vincenzo Nibali              | Italie                       | Liquigas                        | + 29 min 47 s                |
| 5e                           | Branislau Samoilau           | Biélorussie                  | Acqua & Sapone - Caffè Mokambo  | + 32 min 24 s                |
| 6e                           | Mauro Facci                  | Italie                       | Quick Step-Innergetic           | + 1 h 07 min 00 s            |
| 7e                           | Olivier Bonnaire             | France                       | Bouygues Telecom                | + 1 h 24 min 46 s            |
| 8e                           | Amaël Moinard                | France                       | Cofidis-Le Crédit par Téléphone | + 1 h 24 min 52 s            |
| 9e                           | Carl Naibo                   | France                       | AG2R Prévoyance                 | + 1 h 33 min 11 s            |
| 10e                          | Matthias Russ                | Allemagne                    | Gerolsteiner                    | + 1 h 34 min 56 s            |

| Classement par équipes | Classement par équipes          | Classement par équipes | Classement par équipes |
| Équipe                 | Équipe                          | Pays                   | Temps                  |
| ---------------------- | ------------------------------- | ---------------------- | ---------------------- |
| 1re                    | Saunier Duval-Prodir            | Espagne                | 278 h 11 min 31 s      |
| 2e                     | Liquigas                        | Italie                 | + 3 min 53 s           |
| 3e                     | Lampre-Fondital                 | Italie                 | + 6 min 06 s           |
| 4e                     | Astana                          | Suisse                 | + 6 min 56 s           |
| 5e                     | Ceramica Panaria-Navigare       | Irlande                | + 10 min 15 s          |
| 6e                     | Acqua & Sapone - Caffè Mokambo  | Italie                 | + 1 h 02 min 26 s      |
| 7e                     | Caisse d'Épargne                | Espagne                | + 1 h 51 min 04 s      |
| 8e                     | Cofidis-Le Crédit par Téléphone | France                 | + 1 h 52 min 21 s      |
| 9e                     | Predictor-Lotto                 | Belgique               | + 1 h 53 min 14 s      |
| 10e                    | Quick Step-Innergetic           | Belgique               | + 2 h 21 min 31 s      |

| Classement par équipes | Classement par équipes          | Classement par équipes | Classement par équipes |
| Équipe                 | Équipe                          | Pays                   | Temps                  |
| ---------------------- | ------------------------------- | ---------------------- | ---------------------- |
| 1re                    | Saunier Duval-Prodir            | Espagne                | 278 h 11 min 31 s      |
| 2e                     | Liquigas                        | Italie                 | + 3 min 53 s           |
| 3e                     | Lampre-Fondital                 | Italie                 | + 6 min 06 s           |
| 4e                     | Astana                          | Suisse                 | + 6 min 56 s           |
| 5e                     | Ceramica Panaria-Navigare       | Irlande                | + 10 min 15 s          |
| 6e                     | Acqua & Sapone - Caffè Mokambo  | Italie                 | + 1 h 02 min 26 s      |
| 7e                     | Caisse d'Épargne                | Espagne                | + 1 h 51 min 04 s      |
| 8e                     | Cofidis-Le Crédit par Téléphone | France                 | + 1 h 52 min 21 s      |
| 9e                     | Predictor-Lotto                 | Belgique               | + 1 h 53 min 14 s      |
| 10e                    | Quick Step-Innergetic           | Belgique               | + 2 h 21 min 31 s      |

### Évolution
Les cyclistes présents dans le tableau ci-dessous correspondent aux leaders des classements annexes. Ils peuvent ne pas correspondre au porteur du maillot.
| Étape     | Vainqueur           | Classement général | Classement par point | Classement de la montagne | Classement du meilleur jeune | Classement par équipes |
| --------- | ------------------- | ------------------ | -------------------- | ------------------------- | ---------------------------- | ---------------------- |
| 1re étape | Liquigas            | Enrico Gasparotto  | non décerné          | non décerné               | Enrico Gasparotto            | Liquigas               |
| 2e étape  | Robbie McEwen       | Danilo Di Luca     | Robbie McEwen        | Pavel Brutt               | Enrico Gasparotto            | Liquigas               |
| 3e étape  | Robert Förster      | Enrico Gasparotto  | Alessandro Petacchi  | Pavel Brutt               | Enrico Gasparotto            | Liquigas               |
| 4e étape  | Danilo Di Luca      | Danilo Di Luca     | Robbie McEwen        | Danilo Di Luca            | Vincenzo Nibali              | Liquigas               |
| 5e étape  | Robert Förster      | Danilo Di Luca     | Alessandro Petacchi  | Danilo Di Luca            | Vincenzo Nibali              | Liquigas               |
| 6e étape  | Luis Felipe Laverde | Marco Pinotti      | Alessandro Petacchi  | Luis Felipe Laverde       | Hubert Schwab                | Ceramica Panaria       |
| 7e étape  | Thor Hushovd        | Marco Pinotti      | Alessandro Petacchi  | Luis Felipe Laverde       | Hubert Schwab                | Ceramica Panaria       |
| 8e étape  | Kurt Asle Arvesen   | Marco Pinotti      | Alessandro Petacchi  | Luis Felipe Laverde       | Aleksandr Arekeev            | Lampre-Fondital        |
| 9e étape  | Danilo Napolitano   | Marco Pinotti      | Alessandro Petacchi  | Luis Felipe Laverde       | Aleksandr Arekeev            | Lampre-Fondital        |
| 10e étape | Leonardo Piepoli    | Andrea Noè         | Alessandro Petacchi  | Danilo Di Luca            | Andy Schleck                 | Lampre-Fondital        |
| 11e étape | Gabriele Balducci   | Andrea Noè         | Alessandro Petacchi  | Danilo Di Luca            | Andy Schleck                 | Lampre-Fondital        |
| 12e étape | Danilo Di Luca      | Danilo Di Luca     | Alessandro Petacchi  | Danilo Di Luca            | Andy Schleck                 | Lampre-Fondital        |
| 13e étape | Marzio Bruseghin    | Danilo Di Luca     | Alessandro Petacchi  | Danilo Di Luca            | Andy Schleck                 | Lampre-Fondital        |
| 14e étape | Stefano Garzelli    | Danilo Di Luca     | Alessandro Petacchi  | Danilo Di Luca            | Andy Schleck                 | Lampre-Fondital        |
| 15e étape | Riccardo Riccò      | Danilo Di Luca     | Alessandro Petacchi  | Leonardo Piepoli          | Andy Schleck                 | Saunier Duval-Prodir   |
| 16e étape | Stefano Garzelli    | Danilo Di Luca     | Alessandro Petacchi  | Leonardo Piepoli          | Andy Schleck                 | Ceramica Panaria       |
| 17e étape | Gilberto Simoni     | Danilo Di Luca     | Alessandro Petacchi  | Leonardo Piepoli          | Andy Schleck                 | Saunier Duval-Prodir   |
| 18e étape | Maximiliano Richeze | Danilo Di Luca     | Alessandro Petacchi  | Leonardo Piepoli          | Andy Schleck                 | Saunier Duval-Prodir   |
| 19e étape | Iban Mayo           | Danilo Di Luca     | Alessandro Petacchi  | Leonardo Piepoli          | Andy Schleck                 | Saunier Duval-Prodir   |
| 20e étape | Paolo Savoldelli    | Danilo Di Luca     | Alessandro Petacchi  | Leonardo Piepoli          | Andy Schleck                 | Saunier Duval-Prodir   |
| 21e étape | Maximiliano Richeze | Danilo Di Luca     | Alessandro Petacchi  | Leonardo Piepoli          | Andy Schleck                 | Saunier Duval-Prodir   |

## Liste des coureurs
| Quick Step-Innergetic QSI | Quick Step-Innergetic QSI | Quick Step-Innergetic QSI |
| ------------------------- | ------------------------- | ------------------------- |
| Num                       | Coureur                   | Pos                       |
| 1                         | Paolo Bettini (ITA)       | 41e                       |
| 2                         | Addy Engels (NED)         | 81e                       |
| 3                         | Mauro Facci (ITA)         | 34e                       |
| 4                         | Leonardo Scarselli (ITA)  | 101e                      |
| 5                         | Hubert Schwab (SUI)       | 56e                       |
| 6                         | Andrea Tonti (ITA)        | NP-3                      |
| 7                         | Matteo Tosatto (ITA)      | 94e                       |
| 8                         | Jurgen Van de Walle (BEL) | AB-14                     |
| 9                         | Giovanni Visconti (ITA)   | 77e                       |

| Astana AST | Astana AST             | Astana AST |
| ---------- | ---------------------- | ---------- |
| Num        | Coureur                | Pos        |
| 11         | Paolo Savoldelli (ITA) | 12e        |
| 12         | Maxim Gourov (KAZ)     | 118e       |
| 13         | Benoît Joachim (LUX)   | 99e        |
| 14         | Assan Bazayev (KAZ)    | 98e        |
| 15         | Sergueï Yakovlev (KAZ) | AB-15      |
| 16         | Eddy Mazzoleni (ITA)   | 3e         |
| 17         | Andrey Mizourov (KAZ)  | 21e        |
| 18         | Steve Morabito (SUI)   | 83e        |
| 19         | Dmitri Mouraviov (KAZ) | 51e        |

| Saunier Duval-Prodir SDV | Saunier Duval-Prodir SDV  | Saunier Duval-Prodir SDV |
| ------------------------ | ------------------------- | ------------------------ |
| Num                      | Coureur                   | Pos                      |
| 21                       | Gilberto Simoni (ITA)     | 4e                       |
| 22                       | Rubens Bertogliati (SUI)  | AB-15                    |
| 23                       | Raivis Belohvoščiks (LAT) | 117e                     |
| 24                       | David Cañada (ESP)        | 59e                      |
| 25                       | Ángel Gómez (ESP)         | 80e                      |
| 26                       | Manuele Mori (ITA)        | AB-15                    |
| 27                       | Iban Mayo (ESP)           | 38e                      |
| 28                       | Leonardo Piepoli (ITA)    | 14e                      |
| 29                       | Riccardo Riccò (ITA)      | 6e                       |

| Lampre-Fondital LAM | Lampre-Fondital LAM     | Lampre-Fondital LAM |
| ------------------- | ----------------------- | ------------------- |
| Num                 | Coureur                 | Pos                 |
| 31                  | Damiano Cunego (ITA)    | 5e                  |
| 32                  | Matteo Bono (ITA)       | 139e                |
| 33                  | Marzio Bruseghin (ITA)  | 8e                  |
| 34                  | Marco Marzano (ITA)     | 37e                 |
| 35                  | Danilo Napolitano (ITA) | AB-12               |
| 36                  | Gorazd Štangelj (SLO)   | 78e                 |
| 37                  | Sylwester Szmyd (POL)   | 28e                 |
| 38                  | Paolo Tiralongo (ITA)   | 26e                 |
| 39                  | Patxi Vila (ESP)        | 15e                 |

| Acqua & Sapone - Caffè Mokambo ASA | Acqua & Sapone - Caffè Mokambo ASA | Acqua & Sapone - Caffè Mokambo ASA |
| ---------------------------------- | ---------------------------------- | ---------------------------------- |
| Num                                | Coureur                            | Pos                                |
| 41                                 | Stefano Garzelli (ITA)             | 16e                                |
| 42                                 | Dario Andriotto (ITA)              | 111e                               |
| 43                                 | Aleksandr Arekeev (RUS)            | AB-14                              |
| 44                                 | Gabriele Balducci (ITA)            | AB-12                              |
| 45                                 | Massimo Codol (ITA)                | 23e                                |
| 46                                 | Andrei Kunitski (BLR)              | 85e                                |
| 47                                 | Simone Masciarelli (ITA)           | AB-12                              |
| 47                                 | Giuseppe Palumbo (ITA)             | 90e                                |
| 48                                 | Branislau Samoilau (BLR)           | 22e                                |

| AG2R Prévoyance A2R | AG2R Prévoyance A2R     | AG2R Prévoyance A2R |
| ------------------- | ----------------------- | ------------------- |
| Num                 | Coureur                 | Pos                 |
| 51                  | Rinaldo Nocentini (ITA) | 47e                 |
| 52                  | Hubert Dupont (FRA)     | 25e                 |
| 53                  | Yuriy Krivtsov (UKR)    | 71e                 |
| 54                  | Julien Loubet (FRA)     | NP-8                |
| 55                  | Laurent Mangel (FRA)    | 112e                |
| 56                  | Lloyd Mondory (FRA)     | 108e                |
| 57                  | Carl Naibo (FRA)        | 53e                 |
| 58                  | Christophe Riblon (FRA) | 82e                 |
| 59                  | Aliaksandr Usau (BLR)   | 106e                |

| Bouygues Telecom BTL | Bouygues Telecom BTL     | Bouygues Telecom BTL |
| -------------------- | ------------------------ | -------------------- |
| Num                  | Coureur                  | Pos                  |
| 61                   | Olivier Bonnaire (FRA)   | 45e                  |
| 62                   | Nicolas Crosbie (FRA)    | 88e                  |
| 63                   | Pierre Drancourt (FRA)   | 129e                 |
| 64                   | Yohann Gène (FRA)        | AB-10                |
| 65                   | Arnaud Labbe (FRA)       | AB-10                |
| 66                   | Yoann Le Boulanger (FRA) | 30e                  |
| 67                   | Alexandre Pichot (FRA)   | 125e                 |
| 68                   | Franck Renier (FRA)      | 119e                 |
| 69                   | Thomas Voeckler (FRA)    | NP-8                 |

| Caisse d'Épargne GCE | Caisse d'Épargne GCE      | Caisse d'Épargne GCE |
| -------------------- | ------------------------- | -------------------- |
| Num                  | Coureur                   | Pos                  |
| 71                   | David Arroyo (ESP)        | 10e                  |
| 72                   | Éric Berthou (FRA)        | 89e                  |
| 73                   | Joan Horrach (ESP)        | NP-5                 |
| 74                   | Pablo Lastras (ESP)       | 42e                  |
| 75                   | Alberto Losada (ESP)      | 60e                  |
| 76                   | Aitor Pérez Arrieta (ESP) | 32e                  |
| 77                   | José Joaquín Rojas (ESP)  | AB-10                |
| 78                   | Alexei Markov (RUS)       | AB-10                |
| 79                   | Mathieu Perget (FRA)      | 91e                  |

| Ceramica Panaria-Navigare PAN | Ceramica Panaria-Navigare PAN    | Ceramica Panaria-Navigare PAN |
| ----------------------------- | -------------------------------- | ----------------------------- |
| Num                           | Coureur                          | Pos                           |
| 81                            | Emanuele Sella (ITA)             | 11e                           |
| 82                            | Luis Felipe Laverde (COL)        | 36e                           |
| 83                            | Julio Alberto Pérez Cuapio (MEX) | 40e                           |
| 84                            | Andrea Pagoto (ITA)              | 95e                           |
| 85                            | Domenico Pozzovivo (ITA)         | 17e                           |
| 86                            | Fortunato Baliani (ITA)          | 24e                           |
| 87                            | Paride Grillo (ITA)              | AB-10                         |
| 88                            | Luca Mazzanti (ITA)              | 31e                           |
| 89                            | Maximiliano Richeze (ARG)        | 92e                           |

| Cofidis-Le Crédit par Téléphone COF | Cofidis-Le Crédit par Téléphone COF | Cofidis-Le Crédit par Téléphone COF |
| ----------------------------------- | ----------------------------------- | ----------------------------------- |
| Num                                 | Coureur                             | Pos                                 |
| 91                                  | Iván Parra (COL)                    | 13e                                 |
| 92                                  | Frédéric Bessy (FRA)                | 66e                                 |
| 93                                  | Mickaël Buffaz (FRA)                | 126e                                |
| 94                                  | Hervé Duclos-Lassalle (FRA)         | 103e                                |
| 95                                  | Bingen Fernández (ESP)              | 29e                                 |
| 96                                  | Mathieu Heijboer (NED)              | AB-14                               |
| 97                                  | Amaël Moinard (FRA)                 | 46e                                 |
| 98                                  | Tristan Valentin (FRA)              | 132e                                |
| 99                                  | Steve Zampieri (SUI)                | AB-14                               |

| Crédit Agricole C.A | Crédit Agricole C.A      | Crédit Agricole C.A |
| ------------------- | ------------------------ | ------------------- |
| Num                 | Coureur                  | Pos                 |
| 101                 | Pietro Caucchioli (ITA)  | 27e                 |
| 102                 | Francesco Bellotti (ITA) | AB-14               |
| 103                 | László Bodrogi (HUN)     | 84e                 |
| 104                 | Julian Dean (NZL)        | 93e                 |
| 105                 | Angelo Furlan (ITA)      | 116e                |
| 106                 | Patrice Halgand (FRA)    | AB-6                |
| 107                 | Christophe Kern (FRA)    | 114e                |
| 108                 | Thor Hushovd (NOR)       | AB-12               |
| 109                 | Nicolas Roche (IRL)      | 123e                |

| Discovery Channel DSC | Discovery Channel DSC   | Discovery Channel DSC |
| --------------------- | ----------------------- | --------------------- |
| Num                   | Coureur                 | Pos                   |
| 111                   | Yaroslav Popovych (UKR) | NP-13                 |
| 112                   | Volodymyr Bileka (UKR)  | 49e                   |
| 113                   | Steve Cummings (GBR)    | 110e                  |
| 114                   | George Hincapie (USA)   | NP-12                 |
| 115                   | Pavel Padrnos (CZE)     | 73e                   |
| 116                   | José Luis Rubiera (ESP) | 39e                   |
| 117                   | Jurgen Van Goolen (BEL) | 96e                   |
| 118                   | Brian Vandborg (DEN)    | AB-14                 |
| 119                   | Matthew White (AUS)     | 105e                  |

| Euskaltel-Euskadi EUS | Euskaltel-Euskadi EUS     | Euskaltel-Euskadi EUS |
| --------------------- | ------------------------- | --------------------- |
| Num                   | Coureur                   | Pos                   |
| 121                   | Beñat Albizuri (ESP)      | AB-8                  |
| 122                   | Koldo Fernández (ESP)     | 136e                  |
| 123                   | Dionisio Galparsoro (ESP) | AB-12                 |
| 124                   | Aitor Hernández (ESP)     | NP-12                 |
| 125                   | Markel Irizar (ESP)       | 68e                   |
| 126                   | Antton Luengo (ESP)       | 140e                  |
| 127                   | Aketza Peña (ESP)         | NP-17                 |
| 128                   | Iván Velasco (ESP)        | 76e                   |
| 129                   | Joseba Zubeldia (ESP)     | AB-14                 |

| La Française des jeux FDJ | La Française des jeux FDJ | La Française des jeux FDJ |
| ------------------------- | ------------------------- | ------------------------- |
| Num                       | Coureur                   | Pos                       |
| 131                       | Carlos Da Cruz (FRA)      | NP-1                      |
| 132                       | Arnaud Gérard (FRA)       | 124e                      |
| 133                       | Timothy Gudsell (NZL)     | AB-7                      |
| 134                       | Lilian Jégou (FRA)        | 75e                       |
| 135                       | Ian McLeod (RSA)          | AB-4                      |
| 136                       | Cyrille Monnerais (FRA)   | AB-8                      |
| 137                       | Francis Mourey (FRA)      | 43e                       |
| 138                       | Fabien Patanchon (FRA)    | 131e                      |
| 139                       | Jussi Veikkanen (FIN)     | 44e                       |

| Gerolsteiner GST | Gerolsteiner GST      | Gerolsteiner GST |
| ---------------- | --------------------- | ---------------- |
| Num              | Coureur               | Pos              |
| 141              | Davide Rebellin (ITA) | NP-11            |
| 142              | Robert Förster (GER)  | NP-12            |
| 143              | Thomas Fothen (GER)   | 122e             |
| 144              | Oscar Gatto (ITA)     | 141e             |
| 145              | Tim Klinger (GER)     | AB-12            |
| 146              | Sven Krauss (GER)     | 135e             |
| 147              | Volker Ordowski (GER) | AB-2             |
| 148              | Matthias Russ (GER)   | 54e              |
| 149              | Oliver Zaugg (SUI)    | AB-14            |

| Liquigas LIQ | Liquigas LIQ                 | Liquigas LIQ |
| ------------ | ---------------------------- | ------------ |
| Num          | Coureur                      | Pos          |
| 151          | Danilo Di Luca (ITA)         | 1er          |
| 152          | Enrico Gasparotto (ITA)      | 97e          |
| 153          | Vladimir Miholjević (CRO)    | 65e          |
| 154          | Vincenzo Nibali (ITA)        | 19e          |
| 155          | Andrea Noè (ITA)             | 35e          |
| 156          | Franco Pellizotti (ITA)      | 9e           |
| 157          | Alessandro Spezialetti (ITA) | 63e          |
| 158          | Alessandro Vanotti (ITA)     | 107e         |
| 159          | Charles Wegelius (GBR)       | AB-18        |

| Predictor-Lotto PRL | Predictor-Lotto PRL         | Predictor-Lotto PRL |
| ------------------- | --------------------------- | ------------------- |
| Num                 | Coureur                     | Pos                 |
| 161                 | Robbie McEwen (AUS)         | NP-12               |
| 162                 | Dario Cioni (ITA)           | 33e                 |
| 163                 | Josep Jufré (ESP)           | 52e                 |
| 164                 | Matthew Lloyd (AUS)         | 61e                 |
| 165                 | Mario Aerts (BEL)           | 20e                 |
| 166                 | Jurgen Van den Broeck (BEL) | 74e                 |
| 167                 | Wim Van Huffel (BEL)        | AB-15               |
| 168                 | Stefano Zanini (ITA)        | 134e                |
| 169                 | Nick Gates (AUS)            | 127e                |

| Rabobank RAB | Rabobank RAB            | Rabobank RAB |
| ------------ | ----------------------- | ------------ |
| Num          | Coureur                 | Pos          |
| 171          | Michael Rasmussen (DEN) | 48e          |
| 172          | Mauricio Ardila (COL)   | 67e          |
| 173          | Graeme Brown (AUS)      | AB-3         |
| 174          | Koos Moerenhout (NED)   | 70e          |
| 175          | Max van Heeswijk (NED)  | AB-14        |
| 176          | Dmitry Kozontchuk (RUS) | 100e         |
| 177          | Léon van Bon (NED)      | AB-6         |
| 178          | William Walker (AUS)    | 57e          |
| 179          | Pedro Horrillo (ESP)    | 121e         |

| CSC | CSC                     | CSC   |
| --- | ----------------------- | ----- |
| Num | Coureur                 | Pos   |
| 181 | Fabian Cancellara (SUI) | AB-12 |
| 182 | David Zabriskie (USA)   | 58e   |
| 183 | Andy Schleck (LUX)      | 2e    |
| 184 | Juan José Haedo (ARG)   | AB-10 |
| 185 | Alexandr Kolobnev (RUS) | AB-12 |
| 186 | Michael Blaudzun (DEN)  | AB-8  |
| 187 | Matti Breschel (DEN)    | 120e  |
| 188 | Volodymyr Gustov (UKR)  | 69e   |
| 189 | Kurt Asle Arvesen (NOR) | 62e   |

| Team Milram MRM | Team Milram MRM             | Team Milram MRM |
| --------------- | --------------------------- | --------------- |
| Num             | Coureur                     | Pos             |
| 191             | Alessandro Petacchi (ITA)   | DQ              |
| 192             | Alessandro Cortinovis (ITA) | 113e            |
| 193             | Sergio Ghisalberti (ITA)    | AB-10           |
| 194             | Christian Knees (GER)       | 72e             |
| 195             | Brett Lancaster (AUS)       | 115e            |
| 196             | Martin Müller (GER)         | 130e            |
| 197             | Alberto Ongarato (ITA)      | AB-10           |
| 198             | Fabio Sabatini (ITA)        | AB-14           |
| 199             | Mirco Lorenzetto (ITA)      | 109e            |

| Tinkoff Credit Systems TCS | Tinkoff Credit Systems TCS | Tinkoff Credit Systems TCS |
| -------------------------- | -------------------------- | -------------------------- |
| Num                        | Coureur                    | Pos                        |
| 201                        | Salvatore Commesso (ITA)   | 55e                        |
| 202                        | Evgueni Petrov (RUS)       | 7e                         |
| 203                        | Daniele Contrini (ITA)     | 86e                        |
| 204                        | Ivan Rovny (RUS)           | NP-14                      |
| 205                        | Ricardo Serrano (ESP)      | 102e                       |
| 206                        | Mikhail Ignatiev (RUS)     | 128e                       |
| 207                        | Pavel Brutt (RUS)          | 87e                        |
| 208                        | Elio Aggiano (ITA)         | 138e                       |
| 209                        | Nikolay Trusov (RUS)       | 133e                       |

| T-Mobile TMO | T-Mobile TMO           | T-Mobile TMO |
| ------------ | ---------------------- | ------------ |
| Num          | Coureur                | Pos          |
| 211          | Michael Barry (CAN)    | NP-2         |
| 212          | Lorenzo Bernucci (ITA) | 64e          |
| 213          | Adam Hansen (AUS)      | NP-3         |
| 214          | Greg Henderson (NZL)   | AB-10        |
| 215          | Axel Merckx (BEL)      | 50e          |
| 216          | Aaron Olsen (USA)      | 137e         |
| 217          | Marco Pinotti (ITA)    | 18e          |
| 218          | František Raboň (CZE)  | 79e          |
| 219          | Thomas Ziegler (GER)   | NP-6         |

| Quick Step-Innergetic QSI | Quick Step-Innergetic QSI | Quick Step-Innergetic QSI |
| ------------------------- | ------------------------- | ------------------------- |
| Num                       | Coureur                   | Pos                       |
| 1                         | Paolo Bettini (ITA)       | 41e                       |
| 2                         | Addy Engels (NED)         | 81e                       |
| 3                         | Mauro Facci (ITA)         | 34e                       |
| 4                         | Leonardo Scarselli (ITA)  | 101e                      |
| 5                         | Hubert Schwab (SUI)       | 56e                       |
| 6                         | Andrea Tonti (ITA)        | NP-3                      |
| 7                         | Matteo Tosatto (ITA)      | 94e                       |
| 8                         | Jurgen Van de Walle (BEL) | AB-14                     |
| 9                         | Giovanni Visconti (ITA)   | 77e                       |

| Astana AST | Astana AST             | Astana AST |
| ---------- | ---------------------- | ---------- |
| Num        | Coureur                | Pos        |
| 11         | Paolo Savoldelli (ITA) | 12e        |
| 12         | Maxim Gourov (KAZ)     | 118e       |
| 13         | Benoît Joachim (LUX)   | 99e        |
| 14         | Assan Bazayev (KAZ)    | 98e        |
| 15         | Sergueï Yakovlev (KAZ) | AB-15      |
| 16         | Eddy Mazzoleni (ITA)   | 3e         |
| 17         | Andrey Mizourov (KAZ)  | 21e        |
| 18         | Steve Morabito (SUI)   | 83e        |
| 19         | Dmitri Mouraviov (KAZ) | 51e        |

| Saunier Duval-Prodir SDV | Saunier Duval-Prodir SDV  | Saunier Duval-Prodir SDV |
| ------------------------ | ------------------------- | ------------------------ |
| Num                      | Coureur                   | Pos                      |
| 21                       | Gilberto Simoni (ITA)     | 4e                       |
| 22                       | Rubens Bertogliati (SUI)  | AB-15                    |
| 23                       | Raivis Belohvoščiks (LAT) | 117e                     |
| 24                       | David Cañada (ESP)        | 59e                      |
| 25                       | Ángel Gómez (ESP)         | 80e                      |
| 26                       | Manuele Mori (ITA)        | AB-15                    |
| 27                       | Iban Mayo (ESP)           | 38e                      |
| 28                       | Leonardo Piepoli (ITA)    | 14e                      |
| 29                       | Riccardo Riccò (ITA)      | 6e                       |

| Lampre-Fondital LAM | Lampre-Fondital LAM     | Lampre-Fondital LAM |
| ------------------- | ----------------------- | ------------------- |
| Num                 | Coureur                 | Pos                 |
| 31                  | Damiano Cunego (ITA)    | 5e                  |
| 32                  | Matteo Bono (ITA)       | 139e                |
| 33                  | Marzio Bruseghin (ITA)  | 8e                  |
| 34                  | Marco Marzano (ITA)     | 37e                 |
| 35                  | Danilo Napolitano (ITA) | AB-12               |
| 36                  | Gorazd Štangelj (SLO)   | 78e                 |
| 37                  | Sylwester Szmyd (POL)   | 28e                 |
| 38                  | Paolo Tiralongo (ITA)   | 26e                 |
| 39                  | Patxi Vila (ESP)        | 15e                 |

| Acqua & Sapone - Caffè Mokambo ASA | Acqua & Sapone - Caffè Mokambo ASA | Acqua & Sapone - Caffè Mokambo ASA |
| ---------------------------------- | ---------------------------------- | ---------------------------------- |
| Num                                | Coureur                            | Pos                                |
| 41                                 | Stefano Garzelli (ITA)             | 16e                                |
| 42                                 | Dario Andriotto (ITA)              | 111e                               |
| 43                                 | Aleksandr Arekeev (RUS)            | AB-14                              |
| 44                                 | Gabriele Balducci (ITA)            | AB-12                              |
| 45                                 | Massimo Codol (ITA)                | 23e                                |
| 46                                 | Andrei Kunitski (BLR)              | 85e                                |
| 47                                 | Simone Masciarelli (ITA)           | AB-12                              |
| 47                                 | Giuseppe Palumbo (ITA)             | 90e                                |
| 48                                 | Branislau Samoilau (BLR)           | 22e                                |

| AG2R Prévoyance A2R | AG2R Prévoyance A2R     | AG2R Prévoyance A2R |
| ------------------- | ----------------------- | ------------------- |
| Num                 | Coureur                 | Pos                 |
| 51                  | Rinaldo Nocentini (ITA) | 47e                 |
| 52                  | Hubert Dupont (FRA)     | 25e                 |
| 53                  | Yuriy Krivtsov (UKR)    | 71e                 |
| 54                  | Julien Loubet (FRA)     | NP-8                |
| 55                  | Laurent Mangel (FRA)    | 112e                |
| 56                  | Lloyd Mondory (FRA)     | 108e                |
| 57                  | Carl Naibo (FRA)        | 53e                 |
| 58                  | Christophe Riblon (FRA) | 82e                 |
| 59                  | Aliaksandr Usau (BLR)   | 106e                |

| Bouygues Telecom BTL | Bouygues Telecom BTL     | Bouygues Telecom BTL |
| -------------------- | ------------------------ | -------------------- |
| Num                  | Coureur                  | Pos                  |
| 61                   | Olivier Bonnaire (FRA)   | 45e                  |
| 62                   | Nicolas Crosbie (FRA)    | 88e                  |
| 63                   | Pierre Drancourt (FRA)   | 129e                 |
| 64                   | Yohann Gène (FRA)        | AB-10                |
| 65                   | Arnaud Labbe (FRA)       | AB-10                |
| 66                   | Yoann Le Boulanger (FRA) | 30e                  |
| 67                   | Alexandre Pichot (FRA)   | 125e                 |
| 68                   | Franck Renier (FRA)      | 119e                 |
| 69                   | Thomas Voeckler (FRA)    | NP-8                 |

| Caisse d'Épargne GCE | Caisse d'Épargne GCE      | Caisse d'Épargne GCE |
| -------------------- | ------------------------- | -------------------- |
| Num                  | Coureur                   | Pos                  |
| 71                   | David Arroyo (ESP)        | 10e                  |
| 72                   | Éric Berthou (FRA)        | 89e                  |
| 73                   | Joan Horrach (ESP)        | NP-5                 |
| 74                   | Pablo Lastras (ESP)       | 42e                  |
| 75                   | Alberto Losada (ESP)      | 60e                  |
| 76                   | Aitor Pérez Arrieta (ESP) | 32e                  |
| 77                   | José Joaquín Rojas (ESP)  | AB-10                |
| 78                   | Alexei Markov (RUS)       | AB-10                |
| 79                   | Mathieu Perget (FRA)      | 91e                  |

| Ceramica Panaria-Navigare PAN | Ceramica Panaria-Navigare PAN    | Ceramica Panaria-Navigare PAN |
| ----------------------------- | -------------------------------- | ----------------------------- |
| Num                           | Coureur                          | Pos                           |
| 81                            | Emanuele Sella (ITA)             | 11e                           |
| 82                            | Luis Felipe Laverde (COL)        | 36e                           |
| 83                            | Julio Alberto Pérez Cuapio (MEX) | 40e                           |
| 84                            | Andrea Pagoto (ITA)              | 95e                           |
| 85                            | Domenico Pozzovivo (ITA)         | 17e                           |
| 86                            | Fortunato Baliani (ITA)          | 24e                           |
| 87                            | Paride Grillo (ITA)              | AB-10                         |
| 88                            | Luca Mazzanti (ITA)              | 31e                           |
| 89                            | Maximiliano Richeze (ARG)        | 92e                           |

| Cofidis-Le Crédit par Téléphone COF | Cofidis-Le Crédit par Téléphone COF | Cofidis-Le Crédit par Téléphone COF |
| ----------------------------------- | ----------------------------------- | ----------------------------------- |
| Num                                 | Coureur                             | Pos                                 |
| 91                                  | Iván Parra (COL)                    | 13e                                 |
| 92                                  | Frédéric Bessy (FRA)                | 66e                                 |
| 93                                  | Mickaël Buffaz (FRA)                | 126e                                |
| 94                                  | Hervé Duclos-Lassalle (FRA)         | 103e                                |
| 95                                  | Bingen Fernández (ESP)              | 29e                                 |
| 96                                  | Mathieu Heijboer (NED)              | AB-14                               |
| 97                                  | Amaël Moinard (FRA)                 | 46e                                 |
| 98                                  | Tristan Valentin (FRA)              | 132e                                |
| 99                                  | Steve Zampieri (SUI)                | AB-14                               |

| Crédit Agricole C.A | Crédit Agricole C.A      | Crédit Agricole C.A |
| ------------------- | ------------------------ | ------------------- |
| Num                 | Coureur                  | Pos                 |
| 101                 | Pietro Caucchioli (ITA)  | 27e                 |
| 102                 | Francesco Bellotti (ITA) | AB-14               |
| 103                 | László Bodrogi (HUN)     | 84e                 |
| 104                 | Julian Dean (NZL)        | 93e                 |
| 105                 | Angelo Furlan (ITA)      | 116e                |
| 106                 | Patrice Halgand (FRA)    | AB-6                |
| 107                 | Christophe Kern (FRA)    | 114e                |
| 108                 | Thor Hushovd (NOR)       | AB-12               |
| 109                 | Nicolas Roche (IRL)      | 123e                |

| Discovery Channel DSC | Discovery Channel DSC   | Discovery Channel DSC |
| --------------------- | ----------------------- | --------------------- |
| Num                   | Coureur                 | Pos                   |
| 111                   | Yaroslav Popovych (UKR) | NP-13                 |
| 112                   | Volodymyr Bileka (UKR)  | 49e                   |
| 113                   | Steve Cummings (GBR)    | 110e                  |
| 114                   | George Hincapie (USA)   | NP-12                 |
| 115                   | Pavel Padrnos (CZE)     | 73e                   |
| 116                   | José Luis Rubiera (ESP) | 39e                   |
| 117                   | Jurgen Van Goolen (BEL) | 96e                   |
| 118                   | Brian Vandborg (DEN)    | AB-14                 |
| 119                   | Matthew White (AUS)     | 105e                  |

| Euskaltel-Euskadi EUS | Euskaltel-Euskadi EUS     | Euskaltel-Euskadi EUS |
| --------------------- | ------------------------- | --------------------- |
| Num                   | Coureur                   | Pos                   |
| 121                   | Beñat Albizuri (ESP)      | AB-8                  |
| 122                   | Koldo Fernández (ESP)     | 136e                  |
| 123                   | Dionisio Galparsoro (ESP) | AB-12                 |
| 124                   | Aitor Hernández (ESP)     | NP-12                 |
| 125                   | Markel Irizar (ESP)       | 68e                   |
| 126                   | Antton Luengo (ESP)       | 140e                  |
| 127                   | Aketza Peña (ESP)         | NP-17                 |
| 128                   | Iván Velasco (ESP)        | 76e                   |
| 129                   | Joseba Zubeldia (ESP)     | AB-14                 |

| La Française des jeux FDJ | La Française des jeux FDJ | La Française des jeux FDJ |
| ------------------------- | ------------------------- | ------------------------- |
| Num                       | Coureur                   | Pos                       |
| 131                       | Carlos Da Cruz (FRA)      | NP-1                      |
| 132                       | Arnaud Gérard (FRA)       | 124e                      |
| 133                       | Timothy Gudsell (NZL)     | AB-7                      |
| 134                       | Lilian Jégou (FRA)        | 75e                       |
| 135                       | Ian McLeod (RSA)          | AB-4                      |
| 136                       | Cyrille Monnerais (FRA)   | AB-8                      |
| 137                       | Francis Mourey (FRA)      | 43e                       |
| 138                       | Fabien Patanchon (FRA)    | 131e                      |
| 139                       | Jussi Veikkanen (FIN)     | 44e                       |

| Gerolsteiner GST | Gerolsteiner GST      | Gerolsteiner GST |
| ---------------- | --------------------- | ---------------- |
| Num              | Coureur               | Pos              |
| 141              | Davide Rebellin (ITA) | NP-11            |
| 142              | Robert Förster (GER)  | NP-12            |
| 143              | Thomas Fothen (GER)   | 122e             |
| 144              | Oscar Gatto (ITA)     | 141e             |
| 145              | Tim Klinger (GER)     | AB-12            |
| 146              | Sven Krauss (GER)     | 135e             |
| 147              | Volker Ordowski (GER) | AB-2             |
| 148              | Matthias Russ (GER)   | 54e              |
| 149              | Oliver Zaugg (SUI)    | AB-14            |

| Liquigas LIQ | Liquigas LIQ                 | Liquigas LIQ |
| ------------ | ---------------------------- | ------------ |
| Num          | Coureur                      | Pos          |
| 151          | Danilo Di Luca (ITA)         | 1er          |
| 152          | Enrico Gasparotto (ITA)      | 97e          |
| 153          | Vladimir Miholjević (CRO)    | 65e          |
| 154          | Vincenzo Nibali (ITA)        | 19e          |
| 155          | Andrea Noè (ITA)             | 35e          |
| 156          | Franco Pellizotti (ITA)      | 9e           |
| 157          | Alessandro Spezialetti (ITA) | 63e          |
| 158          | Alessandro Vanotti (ITA)     | 107e         |
| 159          | Charles Wegelius (GBR)       | AB-18        |

| Predictor-Lotto PRL | Predictor-Lotto PRL         | Predictor-Lotto PRL |
| ------------------- | --------------------------- | ------------------- |
| Num                 | Coureur                     | Pos                 |
| 161                 | Robbie McEwen (AUS)         | NP-12               |
| 162                 | Dario Cioni (ITA)           | 33e                 |
| 163                 | Josep Jufré (ESP)           | 52e                 |
| 164                 | Matthew Lloyd (AUS)         | 61e                 |
| 165                 | Mario Aerts (BEL)           | 20e                 |
| 166                 | Jurgen Van den Broeck (BEL) | 74e                 |
| 167                 | Wim Van Huffel (BEL)        | AB-15               |
| 168                 | Stefano Zanini (ITA)        | 134e                |
| 169                 | Nick Gates (AUS)            | 127e                |

| Rabobank RAB | Rabobank RAB            | Rabobank RAB |
| ------------ | ----------------------- | ------------ |
| Num          | Coureur                 | Pos          |
| 171          | Michael Rasmussen (DEN) | 48e          |
| 172          | Mauricio Ardila (COL)   | 67e          |
| 173          | Graeme Brown (AUS)      | AB-3         |
| 174          | Koos Moerenhout (NED)   | 70e          |
| 175          | Max van Heeswijk (NED)  | AB-14        |
| 176          | Dmitry Kozontchuk (RUS) | 100e         |
| 177          | Léon van Bon (NED)      | AB-6         |
| 178          | William Walker (AUS)    | 57e          |
| 179          | Pedro Horrillo (ESP)    | 121e         |

| CSC | CSC                     | CSC   |
| --- | ----------------------- | ----- |
| Num | Coureur                 | Pos   |
| 181 | Fabian Cancellara (SUI) | AB-12 |
| 182 | David Zabriskie (USA)   | 58e   |
| 183 | Andy Schleck (LUX)      | 2e    |
| 184 | Juan José Haedo (ARG)   | AB-10 |
| 185 | Alexandr Kolobnev (RUS) | AB-12 |
| 186 | Michael Blaudzun (DEN)  | AB-8  |
| 187 | Matti Breschel (DEN)    | 120e  |
| 188 | Volodymyr Gustov (UKR)  | 69e   |
| 189 | Kurt Asle Arvesen (NOR) | 62e   |

| Team Milram MRM | Team Milram MRM             | Team Milram MRM |
| --------------- | --------------------------- | --------------- |
| Num             | Coureur                     | Pos             |
| 191             | Alessandro Petacchi (ITA)   | DQ              |
| 192             | Alessandro Cortinovis (ITA) | 113e            |
| 193             | Sergio Ghisalberti (ITA)    | AB-10           |
| 194             | Christian Knees (GER)       | 72e             |
| 195             | Brett Lancaster (AUS)       | 115e            |
| 196             | Martin Müller (GER)         | 130e            |
| 197             | Alberto Ongarato (ITA)      | AB-10           |
| 198             | Fabio Sabatini (ITA)        | AB-14           |
| 199             | Mirco Lorenzetto (ITA)      | 109e            |

| Tinkoff Credit Systems TCS | Tinkoff Credit Systems TCS | Tinkoff Credit Systems TCS |
| -------------------------- | -------------------------- | -------------------------- |
| Num                        | Coureur                    | Pos                        |
| 201                        | Salvatore Commesso (ITA)   | 55e                        |
| 202                        | Evgueni Petrov (RUS)       | 7e                         |
| 203                        | Daniele Contrini (ITA)     | 86e                        |
| 204                        | Ivan Rovny (RUS)           | NP-14                      |
| 205                        | Ricardo Serrano (ESP)      | 102e                       |
| 206                        | Mikhail Ignatiev (RUS)     | 128e                       |
| 207                        | Pavel Brutt (RUS)          | 87e                        |
| 208                        | Elio Aggiano (ITA)         | 138e                       |
| 209                        | Nikolay Trusov (RUS)       | 133e                       |

| T-Mobile TMO | T-Mobile TMO           | T-Mobile TMO |
| ------------ | ---------------------- | ------------ |
| Num          | Coureur                | Pos          |
| 211          | Michael Barry (CAN)    | NP-2         |
| 212          | Lorenzo Bernucci (ITA) | 64e          |
| 213          | Adam Hansen (AUS)      | NP-3         |
| 214          | Greg Henderson (NZL)   | AB-10        |
| 215          | Axel Merckx (BEL)      | 50e          |
| 216          | Aaron Olsen (USA)      | 137e         |
| 217          | Marco Pinotti (ITA)    | 18e          |
| 218          | František Raboň (CZE)  | 79e          |
| 219          | Thomas Ziegler (GER)   | NP-6         |